# Mario López
Mario López (San Diego, 10 d'octubre de 1973) és un actor dels Estats Units que és conegut pels seus papers a les sèries de televisió com Saved by the Bell o Pacific Blue.